# ۱۲پی/پونز-بروکز
۱۲پی/پونز-بروکز یا دنباله‌دار شیطان (انگلیسی: 12P/Pons–Brooks) یک دنباله‌دار دوره‌ای با تناوب مداری ۷۱ ساله است. دنباله‌دارهایی با دوره مداری ۲۰ تا ۲۰۰ سال دنباله‌دارهای نوع هالی نامیده می‌شوند. این یکی از درخشان‌ترین دنباله‌دارهای دوره‌ای شناخته‌شده است که در نزدیک شدن به حضیض قدر مطلق بصری آن حدود ۵ است.دنباله‌دار پونز بروکز در رصدخانه مارسی به‌طور قطعی در ژوئیهٔ ۱۸۱۲ توسط ژان لویی پونز و در ظهور بعدی آن در سال ۱۸۸۳ توسط ویلیام رابرت بروکز کشف شد. پیشینه‌های باستانی دیگری نیز از دنباله‌دارهایی در دست است که مشکوک به ظهور ۱۲پی/پونز-بروکز هستند.
گذرگاه حضیض بعدی آن ۲۱ آوریل ۲۰۲۴ است،
به زمین ۱٫۵۵ یکای نجومی (۲۳۲ میلیون کیلومتر) در ۲ ژوئن ۲۰۲۴ است.
انتظار می‌رود که این دنباله‌دار تا قدر ظاهری ۴٫۵ درخشان شود. تخمین زده می‌شود که هستهٔ این دنباله‌دار حدود ۳۰ کیلومتر قطر داشته باشد؛ بر پایهٔ این فرض که در طول اندازه‌گیری‌های فتومتریک ۲۰۲۰ دنباله‌دار غبار و گاز چندانی تولید نکرده باشد.
فرض کنونی بر این است که ۱۲پی/پونز-بروکز بدنهٔ مادری بارش شهابی ضعیف دسامبر بارش شهابی اژدهایی است که از حدود ۲۹ نوامبر تا ۱۳ دسامبر فعال است.

## تاریخچه مشاهده و رصد

### تا پیش از ۱۸۱۲
دنباله‌دار ۱۲پی/پونز-بروکز به‌عنوان دنباله‌داری که در سال‌های ۱۳۸۵ و ۱۴۵۷ رصد شده شناسایی شده است. دنباله‌داری که توسط پائولو دال پوزو توسکانیلی در ژانویه ۱۴۵۷ مشاهده شد و در منابع چینی ذکر شده نیز به‌عنوان دنباله‌دار ۱۲پی/پونز-بروکز شناخته می‌شود. در هر دو ظهور، این دنباله‌دار دارای قدر ۳ یا روشن‌تر بود، بدون توجه به طغیان‌های احتمالی، این احتمال وجود دارد که این دنباله‌دار در منابع چینی در سپتامبر ۲۴۵ پس از میلاد نیز ثبت شده باشد.
So-Yeon Park و Jong-Chul Chae (2007)[12] پیشنهاد کردند که دنباله‌دار 12P/Pons-Brooks نیز دنباله‌دارهایی است که در منابع آسیایی در سال‌های ۱۳۱۳ و ۱۶۶۸ ثبت شده است.[۱۲] با این حال، مایر و همکاران. استدلال می‌کنند که در ظهور ۱۳۱۳، رصد دنباله‌دار به دلیل کم‌نور بودن و نزدیک به خورشید دشوار بود، در حالی که موقعیت پیشنهادی در جمینی با مکان محاسبه‌شده دنباله‌دار پونز بروکس در برج حمل در تضاد است. دنباله‌دار مارس ۱۶۶۸ که کره‌ای‌ها توصیف کردند احتمالاً دنباله‌داری درخشان است که توسط اروپایی‌ها رصد شده است، که مدار آن به هیچ وجه با مدار دنباله‌دار 12P/Pons–Brooks سازگار نیست.

### کشف ۱۸۱۲
دنباله‌دار 12P/Pons–Brooks در ۱۲ ژوئیه ۱۸۱۲ توسط ژان لویی پونز کشف شد. به‌طور مستقل نیز این دنباله‌دار بعداً توسط «وینسنت ویسنیفسکی» در ۱ اوت و الکسی بوار در ۲ اوت همان سال پیدا شد. این دنباله‌دار در ۱۳ اوت با چشم غیرمسلح مشاهده شد و در پایان ماه دمی به طول ۲ درجه برای آن گزارش شد. مدت کوتاهی پس از کشف اولیه، مشخص شد که دورهٔ مداری آن حدود ۷۰ سال با خطای حدود ۵ سال است. یوهان فرانتس آنکه یک مدار قطعی را با دوره زمانی ۷۰٫۶۸ سال برای آن تعیین کرد. از این مدار برای ایجاد یک گذر زمان برای بازگشت ۱۸۸۳–۱۸۸۴ استفاده شد.
So-Yeon Park و Jong-Chul Chae (2007) پیشنهاد کردند که دنباله‌دار ۱۲پی/پونز-بروکز نیز دنباله‌دارهایی است که در منابع آسیایی در سال‌های ۱۳۱۳ و ۱۶۶۸ ثبت شده است. با این حال، مایر و همکاران. استدلال می‌کنند که در ظهور ۱۳۱۳، رصد دنباله‌دار به دلیل کم‌نور بودن و نزدیکی به خورشید دشوار بود، در حالی که موقعیت پیشنهادی در جمینی با مکان محاسبه‌شده دنباله‌دار پونز بروکز در برج حمل در تضاد است. «دنباله‌دار مارس ۱۶۶۸» که کره‌ای‌ها توصیف کردند احتمالاً دنباله‌داری درخشان است که توسط اروپایی‌ها رصد شده است، که مدار آن به هیچ وجه با مدار دنباله‌دار ۱۲پی/پونز-بروکز سازگار نیست.

### ۱۸۸۴
در ۲ سپتامبر ۱۸۸۳ یک‌ دنباله‌دار (کم نور) به‌طور تصادفی توسط ویلیام رابرت بروکز کشف شد و بعداً با دنباله‌دار ۱۸۱۲ مقایسه و شناسایی شد. طغیان در ۲۱–۲۳ سپتامبر ۱۸۸۳ مشاهده شد، زیرا دنباله‌دار از قدر ۱۰–۱۱ به ۸–۸٫۵ درخشید و ظاهر آن از پراکنده به ستاره مانند تغییر کرد. این دنباله‌دار در ۲۰ نوامبر با چشم غیرمسلح قابل مشاهده شد و تا قدر ۳ درخشید. گزارش شد که این دنباله‌دار در ۱ ژانویه و ۱۹ ژانویه طغیان‌هایی را تجربه کرد.[۱۳] در این سال از Scheat و Markab در غرب پگاسوس، ۱۳ ژانویه ۱۸۸۴ سفر کرد. به سمت جنوب (از طریق ماهی‌ها) برای رسیدن به حضیض زیر یوتا و بتا سیتی (~RA 0h، دسامبر -۱۰ درجه) در حدود ۲۴ ژانویه.. آخرین بار در ژوئن ۱۸۸۴ دیده شد.

### ۱۹۵۴
این دنباله‌دار در ۲۰ ژوئن ۱۹۵۳ هنگامی که ۴٫۵ واحد نجومی از خورشید فاصله داشت بازیابی شد.  فوران دنباله‌دار از قدر ۱۸ به قدر ۱۳ در ۱ ژوئیه ۱۹۵۳ رخ داد. طغیان دیگری در مارس ۱۹۵۴ رخ داد٬ چهارمین طغیان در آن ظهور در ۲۳ آوریل این دنباله‌دار قدر ۶٫۴ تخمین زده شد و دم آن نیم درجه طول داشت. پونز بروکس در ۲۲ مه ۱۹۵۴ هنگامی که ۱٫۷ واحد نجومی از زمین فاصله داشت به حضیض رسید. پس از حضیض، از نیمکره جنوبی بهتر قابل مشاهده شد. آخرین بار در ۴ سپتامبر ۱۹۵۴ زمانی که ۱٫۹ واحد نجومی از خورشید فاصله داشت مشاهده شد. در ۱۰ دسامبر ۱۹۵۴، جریان شهاب‌سنگ دنباله‌دار Pons-Brooks حدود ۰٫۱۲ واحد نجومی (۱۸ میلیون کیلومتر) از زمین گذشت که منجر به برخورد شهاب‌ها با جو زمین با سرعت نسبی ۴۵ کیلومتر بر ثانیه شد.

### ۲۰۲۴

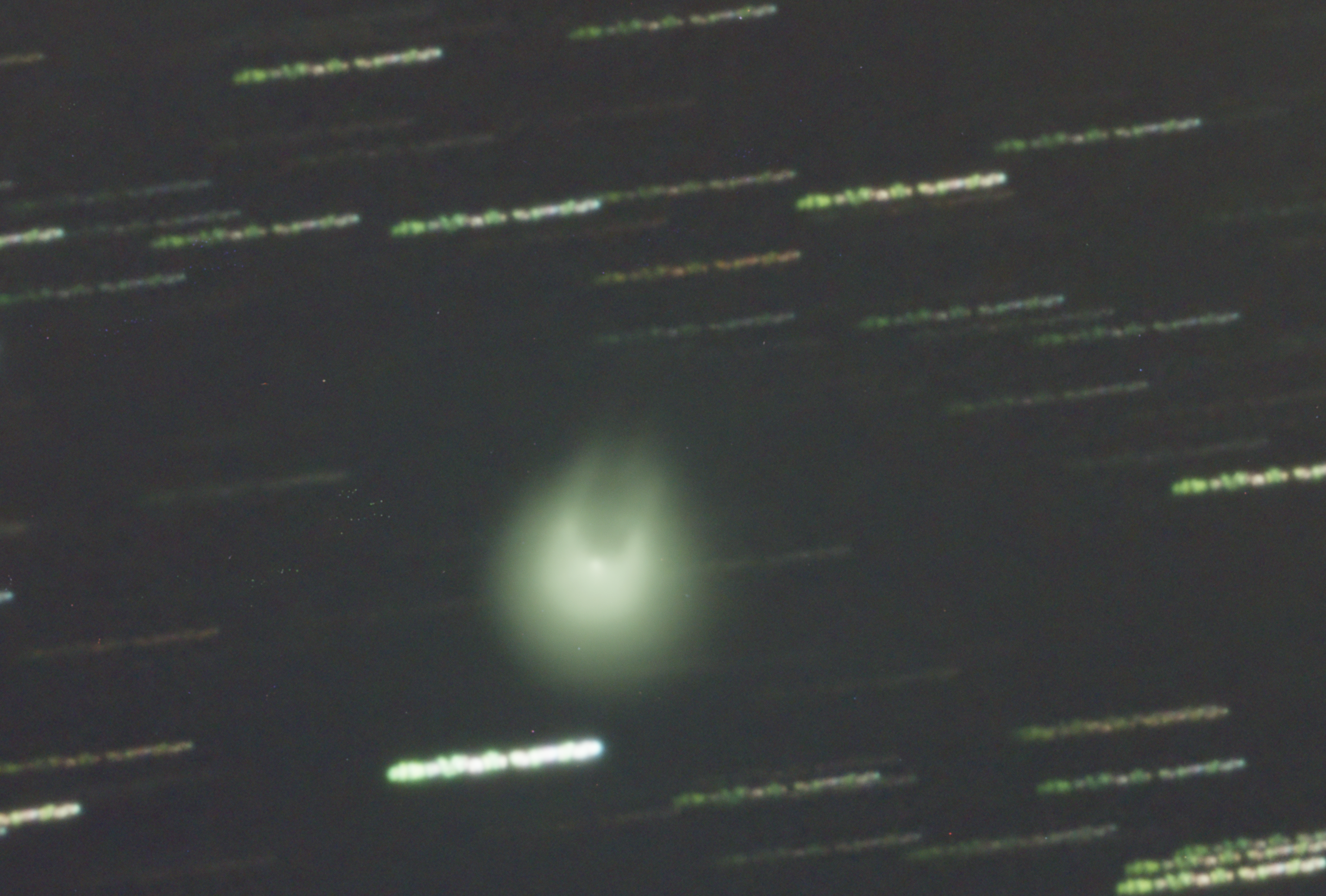
دنباله‌دار در ۲۷ ژوئیهٔ ۲۰۲۳ یک هفته پس از طغیان اول آن.

در ۱۰ ژوئن ۲۰۲۰ پونز بروکس با قدر ظاهری ۲۳ توسط تلسکوپ اکتشافی لاول هنگامی که دنباله‌دار در ورای مدار زحل در فاصله ۱۱٫۹ واحد نجومی (۱٫۷۸ میلیارد کیلومتری) از خورشید قرار داشت، با عدم قطعیت در فاصله خورشید مرکزی دنباله‌دار در آن زمان تقریباً ۱۰۰۰۰ ± کیلومتر بود. این دنباله‌دار در ۲۰ ژوئیهٔ ۲۰۲۳ هنگامی که ۳٫۹ واحد نجومی از خورشید فاصله داشت، از قدر ۱۶–۱۷ تا قدر ۱۱–۱۲ (درخشش ~ ۱۰۰×) متحمل طغیان شد. طغیان منجر به این شد که دنباله‌دار به کمای نعل اسبی برسد. این احتمالاً با انتشار حدود ۱۰ میلیارد کیلوگرم غبار و یخ در فضا همراه بوده است. قطر کما تا ۵ اوت به ۶۰۰۰۰۰ کیلومتر رسید و سرعت انبساط آن ۲۲۰ متر بر ثانیه بود. اگرچه در ابتدا کروی بود، اما به دلیل تأثیر فشار تشعشع بر گرد و غبار، کما نامتقارن شد. فوران دنباله‌دار دوباره در ۵ اکتبر ۲۰۲۳ از قدر ۱۵ به قدر ۱۱ (درخشش ~۴۰×). دو طغیان دیگر در ۱ نوامبر و ۱۴ نوامبر با درخشان شدن دنباله‌دار به قدر ظاهری ۹٫۳ بعد از آن ثبت شد. طغیان دیگری نیز در ۱۴ دسامبر و ۱۸ ژانویهٔ ۲۰۲۴ مشاهده شد.
| تاریخ      | Start قدر ظاهری | Outburst mag | Brightening | فاصلهٔ خورشید (یکای نجومی) | Solar elongation |
| ---------- | --------------- | ------------ | ----------- | ------------------------- | ---------------- |
| ۲۰۲۳-۰۷-۲۰ | ۱۶              | ۱۱           | ۱۰۰×        | ۳٫۹                       | ۱۰۱°             |
| ۲۰۲۳-۱۰-۰۵ | ۱۵              | ۱۱           | ۴۰×         | ۳٫۱                       | ۸۰°              |

در اواسط فوریه، دنباله‌دار به قدر ۷٫۵ درخشید و یک دم یونی در حدود دو درجه ایجاد کرد که دارای جت‌ها و رشته‌ها بود. یک طغیان جزئی در ۲۹ فوریه رخ داد که دنباله‌دار با قدر ۰٫۹ درخشید. در ۷ مارس، دنباله‌دار به قدر ۵٫۵ درخشید و در آن زمان حدود ۱۰ درجه از کهکشان آندرومدا قرار داشت. در روزهای بعد این دنباله‌دار با چشم غیرمسلح قابل مشاهده بود و دمی به طول حدود ۵ درجه داشت. طغیان دیگری در ۳ آوریل با درخشندگی دنباله‌دار با قدر ۳٫۸ رخ داد. در خورشید گرفتگی در ۸ آوریل ۲۰۲۴ این دنباله‌دار در فاصله ۲۵ درجه از خورشید رخ داد. گذر حضیض در ۲۱ آوریل ۲۰۲۴ در ۰٫۷۸۱ یکای نجومی (۱۱۶٫۸ میلیون کیلومتر) از خورشید با سرعت نسبت به خورشید ۴۷٫۱ کیلومتر بر ثانیه است. نزدیکترین نزدیکی به زمین ۴۲ روز بعد در ۲ ژوئن ۲۰۲۴ بود که در فاصله ۱٫۵۵ واحد نجومی (۲۳۲ میلیون کیلومتر) از زمین بود. در نزدیکی گذرگاه حضیض انتظار می‌رفت دنباله‌دار با قدر ۴٫۵ (حدود ۴۰۰× روشن‌تر از طغیان ژوئیه ۲۰۲۳) درخشید.